# Former

Former arbeiten in Gießereien und stellen dort Gussformen her, die für das Gießen von Werkstücken aus Stahl, Eisen oder anderen Metallen benötigt werden.
Sie sind besonders in größeren Gießereien tätig, arbeiten in Werk- oder Maschinenhallen und teilweise an Schmelzöfen und Gießanlagen. Former gibt es außerdem in der Keramikindustrie.

## Berufsausübung
Voraussetzung zum Beruf ist in der Regel eine abgeschlossene Berufsausbildung als Former oder Gießereimechaniker (Fachrichtungen Handformguss, Maschinenformguss, Verfahrensmechaniker in der Hütten- und Halbzeugindustrie, Fachrichtungen Nichteisenmetall-Umformung oder Stahl-Umformung).

## Entwicklung der gesetzlichen Rahmen
In Deutschland war Former von 1935 bis 1997 ein Ausbildungsberuf.
Seit 1. August 1997  ist in Deutschland der Ausbildungsberuf Former aufgehoben und in den neu geschaffenen Ausbildungsberufen aufgegangen:
- Gießereimechaniker mit den Fachrichtungen Handformguss, Maschinenformguss sowie Druck- und Kokillenguss
- Verfahrensmechaniker in der Hütten- und Halbzeugindustrie mit den Fachrichtungen Eisen- und Stahl-Metallurgie, Stahl-Umformung, Nichteisen-Metallurgie und Nichteisenmetall-Umformung
- Metall- und Glockengießer mit den Fachrichtungen Zinnguss, Kunst- und Glockenguss und Metallgusstechnik

In Österreich gibt es allerdings weiterhin den Ausbildungsberuf Former*in und Gießer*in.